# Vörösfülű pinty
A vörösfülű pinty (Stagonopleura oculata) a madarak osztályának verébalakúak (Passeriformes) rendjébe és a díszpintyfélék (Estrildidae) családjába tartozó faj.

## Rendszerezése
A fajt Jean René Constant Quoy és Joseph Paul Gaimard írták le 1830-ban, a Fringilla nembe Fringilla oculata néven. Sorolták a Emblema nembe Emblema oculata néven is.

## Előfordulása
Ausztrália délnyugati részén honos. Természetes élőhelyei a szubtrópusi és trópusi síkvidéki esőerdők, nedves cserjések, valamint folyók, patakok és mocsarak környéke. Állandó, nem vonuló faj.

## Megjelenése
Testhossza 12 centiméter, testtömege 12–14 gramm. Vörös folt van a fülénél.

## Életmódja
Fűmagokkal, kisebb rovarokkal és pókokkal táplálkozik.

## Természetvédelmi helyzete
Az elterjedési területe korlátozott, egyedszáma viszont stabil. A Természetvédelmi Világszövetség Vörös listáján nem fenyegetett fajként szerepel.